# Aleksander Zniszczoł
Aleksander Zniszczol, né le 8 mars 1994 à Cieszyn, est un sauteur à ski polonais.

## Carrière
Il est actif en compétition FIS depuis 2007 et obtient sa première victoire dans le Festival olympique de la jeunesse européenne en 2011 sur l'épreuve par équipes.
Il démarre en Coupe du monde le 30 décembre 2011 à Oberstdorf, puis marque ses premiers points à Zakopane le mois suivant en terminant neuvième. En mars 2012, il obtient son premier podium lors d'une compétition par équipes disputée à Lahti. Cet hiver, il est aussi double vice-champion du monde junior à Erzurum.
Lors de la saison 2018-2019, il est dans l'équipe de Coupe continentale, où il récolte quatre victoires, dont trois de suite en fin de saison, pour finir deuxième du classement général derrière Clemens Aigner.

## Palmarès

### Championnats du monde
| Épreuve / Édition | Épreuve / Édition | Falun 2015 |
| Petit tremplin    | Petit tremplin    | -          |
| Grand tremplin    | Grand tremplin    | 40e        |
| Par équipes       | PT                | -          |
| Par équipes       | GT                | -          |

Légende : PT = petit tremplin, GT = grand tremplin 

### Coupe du monde
- Meilleur classement général : 19e en 2024.
- 2 podiums individuel :  2 troisièmes places.
- 2 podiums par équipes : 2 troisièmes places.

#### Différents classements en Coupe du monde
| Année     | Classement général final |
| 2012-2013 | 47e                      |
| 2013-2014 | 68e                      |
| 2014-2015 | 48e                      |
| 2016-2017 | 62e                      |
| 2019-2020 | 51e                      |
| 2020-2021 | 40e                      |
| 2021-2022 | 66e                      |
| 2022-2023 | 32e                      |
| 2023-2024 | 19e                      |

### Championnats du monde junior
- Val di Fiemme 2014 : 
  -  Médaille d'or par équipes.
- Liberec 2013 : 
  -  Médaille d'argent par équipes.
- Erzurum 2012 : 
  -  Médaille d'argent en individuel et par équipes.

### Universiades
- Val di Fiemme 2013 : 
  -  Médaille d'or par équipes.

### Festival olympique de la jeunesse européenne
- Liberec 2011 :
  -  Médaille d'or par équipes.

### Coupe continentale
- 2e de la saison hivernale 2018-2019.
- 7 victoires.